# LVII Festival Internacional de Cinema Fantàstic de Catalunya
La LVII edició del Sitges Festival Internacional de Cinema de Catalunya (abans, Festival Internacional de Cinema Fantàstic de Sitges) va tenir lloc del 3 al 13 d'octubre de 2024 dirigida per Àngel Sala. La pel·lícula d'apertura va ser el thriller psicològic Presence de Steven Soderbergh, mentre que Never Let Go d'Alexandre Aja va clausurar el festival. La pel·lícula de terror històrica austriaca El bany del diable, dirigida per Veronika Franz i Severin Fiala, va guanyar el premi a la millor pel·lícula.

## Antecedents
Tot i que algunes pel·lícules es van anunciar el juliol de 2024, la programació completa es va revelar el 10 de setembre de 2024. El cartell del festival, encarregat a l'agència de disseny XINA i creat mitjançant tècniques químiques sobre fotografia, ret homenatge a la pel·lícula de terror de Tod Browning Freaks de 1932.
L'actor australià Geoffrey Rush serà homenatjat amb el Gran Premi Honorífic. El director francès Alexandre Aja, l’actor anglès Nick Frost, el cineasta estatunidenc Mike Flanagan, actor estatunidenc Corey Feldman, actriu estatunidenc Heather Langenkamp, productor de cinema greco-italià Ovidio G. Assonitis i director estatunidenc Fred Dekker, tots seran reconeguts amb el Premi Màquina del Temps.
 A més, actor italià Fabio Testi rebrà el Premi Nosferatu mentre que el director francès Christophe Gans rebrà el Premi Méliès Carrera, presentat per la Federació Internacional de Festivals Méliès. El 24 de setembre es va anunciar que l'actor estatunidenc Giancarlo Esposito també serà guardonat amb el premi Time Machine, mentre que la directora espanyola Mar Targarona serà reconeguda amb el WomanInFan Award.

## Jurats
Els jurats estan formats pels següents membres:

### Competició principal
- Fred Dekker, guionista i director de cinema nord-americà.
- Stephen Thrower, músic i autor anglès.
- Carlota Pereda, directora i guionista espanyola.
- Christophe Gans, director, productor i guionista francès.
- Lisa Dreyer, directora del Fantastic Fest.

### Noves Visions
- José Enrique Monterde, periodista i crític de cinema espanyol.
- Rebecca de Pas, programadora espanyola de festivals.
- Olivia Cooper-Hadjian, crítica de cinema francesa i comissària del festival.

### Anima't
- Bill Kopp, animador, escriptor i actor de veu nord-americà.
- Verónica Buide, consultora, productora i presidenta espanyola de Mujeres en la Industria de la Animación (MIA).
- Juanjo Sáez, dibuixant i il·lustrador espanyol.

### Blood Window / Òrbita
- Roxana Ramos, productora de cinema argentina.
- Douglas Buck, director i editor de cinema nord-americà.
- Nahikari Ipiña, productora de cinema espanyola.

### Méliès d'Argent
- Álex Mendibil, guionista i investigador espanyol.
- Maríssia Nikitiuk, directora, guionista i escriptora de ficció ucraïnesa.
- Victoria McCollum, investigadora d'Irlanda del Nord.

### Brigadoon
- Nerea Torrijos, dissenyadora de vestuari espanyola.
- Ivan Villamel, productor de cinema espanyol.
- Mariona Borrull Zapata, periodista i crítica de cinema espanyola.

### Crítica / Méliès d'Or
- Josep M. Bunyol, crític de cinema espanyol.
- Paola Franco, crítica de cinema espanyola.
- Sergi Sánchez, crític de cinema espanyol.

### SGAE Nova Autoria
- Jaume Balagueró, director i guionista espanyol.
- Aina Clotet, actriu i directora espanyola.
- Francesc Gener Rius, compositor de cinema espanyol.

## Seccions
Les pel·lícules seleccionades per a cada secció són les següents:

### Selecció oficial

#### En competició
Les següents pel·lícules van ser seleccionades per ser projectades com a part de la secció oficial del concurs:
| Títol                                              | Director(s)                    | País de Producció               |
| -------------------------------------------------- | ------------------------------ | ------------------------------- |
| 2073                                               | Asif Kapadia                   | Regne Unit                      |
| A Different Man                                    | Aaron Schimberg                | Estats Units                    |
| Animale                                            | Emma Benestan                  | França, Bèlgica                 |
| Azrael                                             | E. L. Katz                     | Estats Units                    |
| Basileia                                           | Isabella Torre                 | Itàlia, Suècia                  |
| Bodegón con fantasmas                              | Enrique Buleo                  | Espanya, Sèrbia                 |
| Enterre Seus Mortos                                | Marco Dutra                    | Brasil                          |
| Dans l'eau                                         | Élise Otzenberger              | França                          |
| Continente                                         | Davi Pretto                    | Brasil, França, Argentina       |
| Daniela Forever                                    | Nacho Vigalondo                | Espanya, Bèlgica                |
| Desert Road                                        | Shannon Triplett               | Estats Units                    |
| El bany del diable                                 | Veronika Franz i Severin Fiala | Àustria, Alemanya               |
| Le Deuxième Acte                                   | Quentin Dupieux                | França                          |
| Else                                               | Thibault Emin                  | França, Bèlgica                 |
| Escape from the 21st Century (从21世纪安全撤离)    | Li Yang                        | R.P. de la Xina                 |
| Exhuma 파묘                                        | Jang Jae-hyun                  | Corea del Sud                   |
| Fréwaka                                            | Aislinn Clarke                 | Irlanda                         |
| Get Away                                           | Steffen Haars                  | Regne Unit                      |
| Ghost Cat Anzu 化け猫あんずちゃん                  | Yōko Kuno, Nobuhiro Yamashita  | Japó                            |
| Luna                                               | Alfonso Cortés-Cavanillas      | Espanya                         |
| MadS                                               | David Moreau                   | França                          |
| Pendant ce temps sur Terre                         | Jérémy Clapin                  | França                          |
| Mr. K                                              | Tallulah H. Schwab             | Bèlgica, Països Baixos, Noruega |
| Nightbitch                                         | Marielle Heller                | Estats Units                    |
| Cisza nocna                                        | Bartosz M. Kowalski            | Polònia                         |
| Planète B                                          | Aude Léa Rapin                 | França                          |
| Rich Flu                                           | Galder Gaztelu-Urrutia         | Espanya                         |
| Sanatorium Under the Sign of the Hourglass         | Germans Quay                   | Regne Unit, Polònia, Alemanya   |
| Sister Midnight                                    | Karan Kandhari                 | Regne Unit                      |
| Strange Darling                                    | JT Mollner                     | Estats Units                    |
| The Rule of Jenny Pen                              | James Ashcroft                 | Nova Zelanda                    |
| Twilight of the Warriors: Walled In 九龍城寨之圍城 | Soi Cheang                     | Hong Kong                       |
| Una ballena                                        | Pablo Hernando                 | Espanya                         |

#### Fora de competició
S'han seleccionat les següents pel·lícules per ser projectades fora de la secció del concurs:
| Títol original                               | Director(s)                         | País de producció                |
| -------------------------------------------- | ----------------------------------- | -------------------------------- |
| Sitges Collection                            |                                     |                                  |
| Apartment 7A                                 | Natalie Erika James                 | Estats Units                     |
| Apocalipsis Z: El Principio del Fin          | Carles Torrens                      | Espanya                          |
| Arcadian                                     | Benjamin Brewer                     | Estats Units, Canadà, Irlanda    |
| Bookworm                                     | Ant Timpson                         | Nova Zelanda                     |
| Cuckoo                                       | Tilman Singer                       | Alemanya, Estats Units           |
| Dead Talents Society 鬼才之道                | John Hsu                            | Taiwan                           |
| El llanto                                    | Pedro Martín-Calero                 | Espanya, Argentina, França       |
| Exorcism Chronicles: The Beginning 퇴마록    | Kim Dong-chul                       | Corea del Sud                    |
| Ghost Killer ゴーストキラー                  | Kensuke Sonomura                    | Japó                             |
| Ick                                          | Joseph Kahn                         | Estats Units                     |
| L'orto americano                             | Pupi Avati                          | Itàlia                           |
| The Substance                                | Coralie Fargeat                     | Estats Units, Regne Unit, França |
| Please Don't Feed the Children               | Destry Allyn Spielberg              | Estats Units                     |
| Projeccions especials                        |                                     |                                  |
| Escape                                       | Rodrigo Cortés                      | Espanya                          |
| Never Let Go (pel·lícula de clausura)        | Alexandre Aja                       | Estats Units                     |
| Salem's Lot                                  | Gary Dauberman                      | Estats Units                     |
| Hush                                         | Mike Flanagan                       | Estats Units                     |
| House of Spoils                              | Bridget Savage Cole, Danielle Krudy | Estats Units                     |
| Presence (pel·lícula d’apertura)             | Steven Soderbergh                   | Estats Units                     |
| Rose & Samurai 2: Return of the Pirate Queen | Hidenori Inoue                      | Japó                             |
| Terrifier 3                                  | Damien Leone                        | Estats Units                     |
| Les desaparicions                            | Alexandre Bustillo, Julien Maury    | França, Bèlgica                  |
| The Wild Robot                               | Chris Sanders                       | Estats Units                     |

### Órbita
Les següents pel·lícules van ser seleccionades per ser projectades dins de la secció Òrbita, per a pel·lícules que "destaquen pel seu enfocament singular i el seu atractiu per al públic":
| Títol original                    | Director(s)             | país de producció |
| --------------------------------- | ----------------------- | ----------------- |
| 100 Yards 门前宝地                | Xu Junfeng, Xu Haofeng  | R.P. de la Xina   |
| Cloud クラウド                    | Kiyoshi Kurosawa        | Japó              |
| Confession 告白                   | Nobuhiro Yamashita      | Japó              |
| Diabolik, qui ets?                | Antonio i Marco Manetti | Itàlia            |
| Escape 탈주                       | Lee Jong-pil            | Corea del Sud     |
| The Roundup: Punishment 범죄도시4 | Heo Myung-haeng         | Corea del Sud     |
| I, the Executioner 베테랑2        | Ryoo Seung-wan          | Corea del Sud     |
| Maldoror                          | Fabrice Du Welz         | Bèlgica, França   |
| La nuit se traîne                 | Michiel Blanchart       | Bèlgica, França   |
| Steppenwolf                       | Adilkhan Ierjanov       | Kazakhstan        |
| The Goldfinger 金手指             | Felix Chong             | Hong Kong         |
| Le Royaume                        | Julien Colonna          | França            |
| Zero                              | Jean Luc Herbulot       | Estats Units      |
| Sessions Especials                |                         |                   |
| L'Amour ouf                       | Gilles Lellouche        | França, Bèlgica   |
| The Moon Thieves 盜月者           | Steve Yuen              | Hong Kong         |

### Anima't
Les següents pel·lícules van ser seleccionades per ser projectades com a part de la secció Anima't, per a pel·lícules d'animació:
| Títol original                                                       | Director(s)                          | País de producció                                   |
| -------------------------------------------------------------------- | ------------------------------------ | --------------------------------------------------- |
| Dalia y el Libro Rojo                                                | David Bisbano                        | Argentina, Espanya, Perú, Brasil, Equador, Colòmbia |
| Diplodocus                                                           | Wojtek Wawszczyk                     | Polònia, Txèquia                                    |
| Papallones negres                                                    | David Baute                          | Espanya, Panamà                                     |
| Memoir of a Snail                                                    | Adam Elliot                          | Austràlia                                           |
| Night of the Zoopocalypse                                            | Ricardo Curtis, Rodrigo Perez-Castro | Canadà, França, Bèlgica                             |
| Pig that Survived Foot-and-Mouth Disease 구제역에서 살아 돌아온 돼지 | Hur Bum-wook                         | Corea del Sud                                       |
| Salvatges                                                            | Claude Barras                        | Suïssa                                              |
| Spermageddon                                                         | Tommy Wirkola, Rasmus A. Sivertsen   | Noruega                                             |
| El teu color きみの色                                                | Naoko Yamada                         | Japó                                                |
| The Glassworker شیشہ گر                                              | Usman Riaz                           | Pakistan                                            |
| The Storm 大雨                                                       | Yang Zhigang                         | R.P. de la Xina                                     |
| The Umbrella Fairy 伞少女                                            | Jie Shen                             | R.P. de la Xina                                     |
| Sessions Especials                                                   |                                      |                                                     |
| Guillot i Llebre salven el bosc                                      | Mascha Halberstad                    | Països Baixos, Bèlgica, Luxemburg                   |

### Noves Visions
Les següents pel·lícules van ser seleccionades per ser projectades dins de la secció Noves Visions, per a pel·lícules "amb temàtiques de gènere fantàstic, compromeses amb l'experimentació, nous llenguatges i formats, i la hibridació de gèneres":
| Títol                                               | Director(s)                                          | País de producció                               |
| --------------------------------------------------- | ---------------------------------------------------- | ----------------------------------------------- |
| A Desert                                            | Joshua Erkman                                        | Estats Units                                    |
| Body Odyssey                                        | Grazia Tricarico                                     | Itàlia, Suïssa                                  |
| Centaures de la nit                                 | Marc Recha                                           | Espanya                                         |
| Dead Mail                                           | Joe DeBoer, Kyle McConaghy                           | Estats Units                                    |
| Electric Child                                      | Simon Jaquemet                                       | Suïssa, Alemanya, Filipines                     |
| Gazer                                               | Ryan J. Sloan                                        | Estats Units                                    |
| Infinite Summer                                     | Miguel Llansó                                        | Estònia, Espanya                                |
| It Doesn't Get Any Better Than This                 | Rachel Kempf, Nick Toti                              | Estats Units                                    |
| Los hiperbóreos                                     | Cristobal León i Joaquín Cociña                      | Xile                                            |
| Love Me                                             | Sam i Andy Zuchero                                   | Estats Units                                    |
| Mi Bestia                                           | Camila Beltrán                                       | Colòmbia, França                                |
| Pepe                                                | Nelson Carlo De Los Santos Arias                     | República Dominicana, Namíbia, Alemanya, França |
| Schirkoa: In Lies We Trust                          | Ishan Shukla                                         | Índia, França, Alemanya                         |
| Sew Torn                                            | Freddy Macdonald                                     | Estats Units, Suïssa                            |
| She Loved Blossoms More                             | Yannis Veslemes                                      | Grècia, França                                  |
| Spirit in the Blood                                 | Carly May Borgstrom                                  | Alemanya, Canadà                                |
| The Gesuidouz ザ・ゲスイドウズ                      | Ken'ichi Ugana                                       | Japó                                            |
| The Killers 더 킬러스                               | Roh Deok, Kim Jong-kwan, Jang Hang-jun, Lee Myung-se | Corea del Sud                                   |
| Things Will Be Different                            | Michael Felker                                       | Estats Units                                    |
| Timestalker                                         | Alice Lowe                                           | Regne Unit                                      |
| Un Cuento de Pescadores                             | Edgar Nito                                           | Mèxic                                           |
| Witte Wieven                                        | Didier Konings                                       | Països Baixos                                   |
| Your Monster                                        | Caroline Lindy                                       | Estats Units                                    |
| Petit Format                                        |                                                      |                                                 |
| Death of an Actor                                   | Ambroise Rateau                                      | França                                          |
| Don't Forget                                        | Jeremy S. Thompson                                   | Canadà                                          |
| El mal donat                                        | Hector Mas, Alfons Canal                             | Andorra, Espanya                                |
| Fishtank                                            | Wendi Tang                                           | Estats Units, R.P. de la Xina                   |
| La Plaga                                            | Gemma Capdevila                                      | Espanya                                         |
| ME                                                  | Don Hertzfeldt                                       | Estats Units                                    |
| Satomi                                              | Rayner Wang                                          | Japó, Estats Units, Hong Kong                   |
| Say Wuff!                                           | Fabian Podeszwa                                      | Alemanya                                        |
| Stills Moving                                       | Kevin Tsung-Hsuan Yeh                                | Taiwan                                          |
| Strawberry Shortcake                                | Deborah Devyn Chuang                                 | Taiwan                                          |
| The Image Seller                                    | Donavan Richard                                      | Canadà                                          |
| The Law of Extinction of Pain                       | Lee Wonjae                                           | Corea del Sud                                   |
| The Tree of Sinners                                 | Hiroyuki Onogawa, Rii Ishihara                       | Japó                                            |
| Vinca Vision                                        | Lazar Bodroza                                        | Sèrbia                                          |
| Sessions especials                                  |                                                      |                                                 |
| Dragon Dilatation                                   | Bertrand Mandico                                     | França                                          |
| The fall: El somni d'Alexandria (4K Director's Cut) | Tarsem Singh                                         | Estats Units, Índia                             |

### Curtmetratges
Les següents pel·lícules van ser seleccionades per ser projectades com a part de la secció de curts:
| Títol                                            | Director(s)                                  | País de producció                                 |
| ------------------------------------------------ | -------------------------------------------- | ------------------------------------------------- |
| Competition Fantàstic                            |                                              |                                                   |
| Agonist                                          | Annie Marie Elliot                           | Estats Units                                      |
| Atom & Void                                      | Gonçalo Almeida                              | Portugal                                          |
| Attachment Theory                                | Katherine Jackson                            | Nova Zelanda                                      |
| Bisected                                         | Daniel Piñeros                               | Estats Units                                      |
| Chew                                             | Felix Dobaire                                | França                                            |
| Cornucopia                                       | Andrew Kevelson                              | Estats Units                                      |
| Drizzle in Johnson                               | Ivan Li                                      | Canadà, Hong Kong                                 |
| From Me to You                                   | Simret Cheema-Innis                          | Vietnam, Regne Unit                               |
| Humedad                                          | Julieta Quiroga                              | Argentina                                         |
| Imago                                            | Rafa Dengrá                                  | Espanya                                           |
| Lui                                              | Matthias Couquet                             | França                                            |
| Lullaby                                          | Chi Thai                                     | Regne Unit                                        |
| Magnum Opus                                      | Nicholas Kozakis                             | Austràlia                                         |
| Make Me a Pizza                                  | Talia Shea Levin                             | Estats Units                                      |
| Malet                                            | Roger Danès, Alfred Pérez-Fargas             | Espanya                                           |
| Meat Puppet                                      | Eros V                                       | Regne Unit                                        |
| One for the Road                                 | Daniel Carsenty                              | Estats Units, Alemanya                            |
| Shadow                                           | Kanell Allaway                               | Estats Units                                      |
| Skulk                                            | Max Ward                                     | Regne Unit                                        |
| Triangle                                         | Joseph Diaz                                  | Espanya                                           |
| Anima't                                          |                                              |                                                   |
| Crimson Harbor                                   | Victor Bonafonte                             | Espanya                                           |
| Ett Ont                                          | Lars Henrik, Lisa Rydberg                    | Suècia                                            |
| Dolores                                          | Cecilia Andalón                              | Mèxic                                             |
| Mereneläviä                                      | Veera Lamminpää                              | Finlàndia                                         |
| Free the Chickens                                | Matus Vizar                                  | Eslovàquia, Txèquia                               |
| Howl If You Love Me                              | John Dilworth                                | Estats Units                                      |
| Hurikán                                          | Jan Saska                                    | Txèquia, França, Eslovàquia, Bòsnia i Hercegovina |
| Inkwo for When the Starving Return               | Amanda Strong                                | Canadà                                            |
| Joko                                             | Iza Plucinska                                | Polònia, Alemanya, Txèquia                        |
| Kawauso 獺                                       | Akihito Izuhara                              | Japó                                              |
| La Valla                                         | Sam Orti                                     | Espanya                                           |
| La Voix des Sirènes                              | Gianluigi Toccafondo                         | França, Itàlia                                    |
| Magic Candies                                    | Daisuke Nishio                               | Japó                                              |
| Matta and Matto                                  | Bianca Caderas, Kerstin Zemp                 | Suïssa                                            |
| Monsoon Blue                                     | Ellis Kayin Chan                             | Hong Kong                                         |
| Shoes and Hooves                                 | Viktória Traub                               | Hongria                                           |
| Society of Clothes                               | Dahee Jeong                                  | França, Corea del Sud, Canadà                     |
| Tennis, Oranges                                  | Sean Pecknold                                | Estats Units                                      |
| The Hunt                                         | Diogo Costa                                  | Portugal, Espanya, Japó, Països Baixos            |
| The Shadow of Dawn                               | Olga Stalev                                  | Estònia                                           |
| Voz de trompeta                                  | David Monarte, Pilar Smoje                   | Xile                                              |
| Etorriko da (Eta zure begiak izango ditu)        | Izibene Oñederra                             | Espanya                                           |
| Brigadoon                                        |                                              |                                                   |
| Céntrico                                         | Luso Martínez                                | Espanya                                           |
| El Fantasma de la Mediocridad                    | Naxo Fiol                                    | Espanya                                           |
| Escape                                           | Lorenzo Manetti                              | Estats Units                                      |
| Este Será el Último. Naxo Fiol y su Cámara       | Xavier Guillaumes, Carlos J. Lafuente Cerdán | Espanya                                           |
| Forgive Me                                       | Cameron Sun                                  | Estats Units                                      |
| Hive                                             | Felipe Vargas Ferrufino                      | Estats Units                                      |
| The Harvest                                      | David Barrera, Manuel Carballo               | Espanya                                           |
| The Harvester                                    | Gavin Bradley, Andrew Allen                  | Estats Units                                      |
| Voyager                                          | Pablo Pagán                                  | Espanya                                           |
| Will Helm                                        | Bobby Roe                                    | Estats Units                                      |
| Projeccions especials                            |                                              |                                                   |
| Help I'm Alien Pregnant                          | THUNDERLIPS                                  | Nova Zelanda                                      |
| Kokuhaku                                         | Adrià Guxens                                 | Espanya                                           |
| Los Comensales                                   | MJ Fuentes Mateos                            | Espanya                                           |
| Tengo Que Acabar el Puto TFM                     | Estíbaliz Burgaleta, Andrea Casaseca         | Espanya                                           |
| The Merchant                                     | Gabriel Campoy, Guillem Lafoz                | Espanya                                           |
| Sessions especials                               |                                              |                                                   |
| Combinados de Ficción                            | Diversos directors                           | Espanya                                           |
| Ensalada de Ostias con Entrantes                 | Diversos directors                           | Espanya                                           |
| Entre el Stop Motion, la Animación y la Distopía | Diversos directors                           | Espanya                                           |
| Imagen DEATH                                     | Adrián López                                 | Espanya                                           |

### Panorama
Les següents pel·lícules han estat seleccionades per ser projectades dins de la secció Panorama, per a pel·lícules que s'han projectat prèviament en festivals de cinema no espanyols:
| Títol                                | Director(s)                                                                                    | País de producció                                    |
| ------------------------------------ | ---------------------------------------------------------------------------------------------- | ---------------------------------------------------- |
| A Mother's Embrace                   | Criatian Ponce                                                                                 | Brasil                                               |
| A Samurai in Time 侍タイムスリッパー | Junichi Yasuda                                                                                 | Japó                                                 |
| Bone Lake                            | Mercedes Bryce Morgan                                                                          | Estats Units                                         |
| Nattevagten 2 - Dæmoner går i arv    | Ole Bornedal                                                                                   | Dinamarca                                            |
| Estela                               | Adrián Araujo                                                                                  | Mèxic, Espanya                                       |
| Handsome Guys 핸섬가이즈             | Nam Dong-hyeop                                                                                 | Corea del Sud                                        |
| Historias de Halloween               | Kiko Prada                                                                                     | Espanya                                              |
| Inexternal 裡應外合                  | Steve Yuen                                                                                     | Hong Kong                                            |
| Kryptic                              | Kourtney Roy                                                                                   | Canadà, Regne Unit                                   |
| Little Bites                         | Spider One                                                                                     | Estats Units                                         |
| Mr. Crocket                          | Brandon Espy                                                                                   | Estats Units                                         |
| Noise 노이즈                         | Kim Soo-jin                                                                                    | Corea del Sud                                        |
| Oddity                               | Damian McCarthy                                                                                | Irlanda                                              |
| Párvulos                             | Isaac Ezband                                                                                   | Mèxic                                                |
| Peg O' My Heart 贖夢                 | Nicholas Cheung Ka-fai                                                                         | Hong Kong                                            |
| Push                                 | David Charbonier, Justin Powell                                                                | Estats Units                                         |
| Malam Pencabut Nyawa                 | Tata Sidharta                                                                                  | Indonèsia                                            |
| Resvrgis                             | Francesco Carnesecchi                                                                          | Itàlia                                               |
| Tenement អ្នកស្នងអគារ                   | Sokyou Chea, Inrasothythep Neth                                                                | Cambodja                                             |
| The Beldham                          | Angela Gulner                                                                                  | Estats Units                                         |
| The Damned                           | Thordur Palsson                                                                                | Regne Unit, Islàndia, Irlanda, Bèlgica, Estats Units |
| Mūžības skartie                      | Mārcis Lācis                                                                                   | Letònia                                              |
| U Are the Universe/Ти – Космос       | Pavlo Ostrikov                                                                                 | Ucraïna, Bèlgica                                     |
| V/H/S/Beyond                         | Jordan Downey, Christian Long, Justin Long, Justin Martínez, Virat Pal, Kate Siegel, Jay Cheel | Estats Units                                         |
| Within the Pines                     | Paul Evans Thomas                                                                              | Austràlia                                            |

### Serial Sitges
Les sèries següents van ser seleccionades per ser projectades com a part de la secció Serial Sitges:
| Títol                                  | Director(s)             | País producció |
| -------------------------------------- | ----------------------- | -------------- |
| El mal invisible (episodis 1 & 2)      | Lluís Arcarazo Martínez | Espanya        |
| Hay algo en el bosque (episodis 1 & 3) | Nicolás Amelio-Ortiz    | Espanya        |
| Invisible (episodis 1 & 2)             | Paco Caballero          | Espanya        |
| The Head (episodis 1 & 2, temporada 3) | Jorge Dorado            | Espanya, Japó  |
| Shatter Belt (episodes 1, 2 & 3)       | James Ward Byrkit       | Estats Units   |

### Nova Autoria
Les següents pel·lícules han estat seleccionades per ser projectades dins de la secció Nova Autoria, per a curtmetratges realitzats per estudiants d'universitats i escoles de cinema catalanes:
| Títol                  | Director(s) | País de producció |
| ---------------------- | --- | ----------------- |
| Flamin' Hot            | Clàudia Romeo Cassadò, Paula Othmer Pérez, Alícia García Iniesta, Adrià Carballada Mallofré, Leanora Schnog Barriga, Bernardo Oliveira Mesquita, Marlon Anthony Hugo Zapata, Pol Córcoles Serra | Espanya           |
| Baile con la Muerte    | Berta Alsinet, Paula Anglàs, Nuria Aranda, Martina Barney, Joan Cortit, Laia Domene, David Martin, Carlota Massó, Roger Menta, Victor Moya, Gisela Torras                                       | Espanya           |
| Burned Out             | Isa Adler | Espanya           |
| De-Sastre              | Tommasso Mangiacotti, Marolyn Ávila, Constanza Melio, Maria Antonieta Fernández, Kuang Yi Lee                                                                                                   | Espanya           |
| Lluna                  | Pol Mansachs | Espanya           |
| Daru/n (Passed/Mother) | Benjamin Hindrichs | Espanya           |
| Alicia Gilipollas      | Gerard Miró | Espanya           |
| Asterisco              | Xavi Herrera | Espanya           |
| Blava Terra            | Marine Auclair March | Espanya           |
| Azadi                  | Lily-Eileen Uxía Baker Föhring, Juan Luis Ortega Navarrete, Luciana and Espinoza Hoempler | Espanya           |

### Sitges Documenta
Les següents pel·lícules van ser seleccionades per ser projectades dins de la secció Sitges Documenta:
| Títol                                    | Director(s)                         | País de producció |
| ---------------------------------------- | ----------------------------------- | ----------------- |
| Chain Reactions                          | Alexandre O. Philippe               | Estats Units      |
| Deep Argento                             | Giancarlo Rolandi, Steve Della Casa | Itàlia            |
| Exorcismo                                | Alberto Sedano                      | Espanya           |
| Grand Theft Hamlet                       | Pinny Grylls, Sam Crane             | Regne Unit        |
| Llámame Paul                             | Víctor Matellano García             | Espanya           |
| Ishiro Honda: Memoirs of a Film Director | Jonathan Bellés                     | Espanya           |
| Super/Man: The Christopher Reeve Story   | Ian Bonhôte, Peter Ettedgui         | Estats Units      |
| Realm of Satan                           | Scott Cummings                      | Estats Units      |
| The Last Sacrifice                       | Rupert Russell                      | Regne Unit        |

### Midnight X-Treme
Les següents pel·lícules van ser seleccionades per ser projectades com a part de la secció Midnight X-Treme, per a pel·lícules indie i de terror extrem:
| Títol                                                                               | Director(s)                       | País de producció        |
| ----------------------------------------------------------------------------------- | --------------------------------- | ------------------------ |
| 1978                                                                                | Nicolás Onetti, Luciano Onetti    | Argentina                |
| Dark Match                                                                          | Lowell Dean                       | Canadà                   |
| Die Alone                                                                           | Lowell Dean                       | Canadà                   |
| El Tema del Verano                                                                  | Pablo Stoll Ward                  | Uruguai, Argentina, Xile |
| Fly Me to the Saitama: From Biwa Lake with Love 翔んで埼玉 ～琵琶湖より愛をこめて～ | Hideki Takeuchi                   | Japó                     |
| Frankie Freako                                                                      | Steven Kostanski                  | Canadà                   |
| Grafted                                                                             | Sasha Rainbow                     | Nova Zelanda             |
| Hell Hole                                                                           | Toby Poser, John Adams            | Estats Units             |
| Jimmy & Stiggs                                                                      | Joe Begos                         | Estats Units             |
| Krazy House                                                                         | Steffen Haars, Filip van der Kuil | Països Baixos            |
| Mootorsaed laulsid                                                                  | Sander Maran                      | Estònia                  |
| Operation Undead                                                                    | Kongkiat Komesiri                 | Tailàndia                |
| Les Pistolets en plastique                                                          | Jean-Christophe Meurisse          | França                   |
| The Beast Hand                                                                      | Taichiro Natsume                  | Japó                     |

### Brigadoon
Les següents pel·lícules van ser seleccionades per ser projectades com a part de la secció Brigadoon, per a "llargs, documentals i curtmetratges de producció independent amb temes de terror i gènere fantàstic":
| Títol                                         | Director(s)               | País de producció         |
| --------------------------------------------- | ------------------------- | ------------------------- |
| Premieres                                     |                           |                           |
| Dirty Money 더러운 돈에 손대지 마라           | Kim Min-soo               | Corea del Sud             |
| The Wizard 呪禁師                             | Lee Shu-Mak               | Japó                      |
| El Cristo de la Calavera                      | Chus Lara                 | Espanya                   |
| Monster on a Plane                            | Ezra Tsegaye              | Alemanya                  |
| Nadie Inquietó Más - Narciso Ibáñez Menta 2.0 | Gustavo Leonel Mendoza    | Argentina                 |
| Traumatika                                    | Pierre Tsigaridis         | Estats Units              |
| Tripping the Dark Fantastic                   | LG White                  | Regne Unit                |
| Marisa y Gamoso                               | Pablo Parés               | Argentina                 |
| Year 10                                       | Benjamin Goodger          | Regne Unit                |
| Documentals                                   |                           |                           |
| Albert Pyun: King of Cult Movies              | Lisa D'Apolito            | Estats Units              |
| Boutique: To Preserve and Collect             | Ryan Bruce Levey          | Canadà, Estats Units      |
| Generation Terror                             | Sarah Appleton            | Regne Unit                |
| José Lifante, Mi Aventura en el Cine          | David Garía Sariñera      | Espanya                   |
| Los Albores del Kaiju Eiga                    | Jonathan Bellés           | Espanya                   |
| Mad Props                                     | Juan Pablo Reinoso        | Estats Units              |
| SUZZANNA: Queen of Black Magic                | David Gregory             | Indonèsia                 |
| Projeccions especials                         |                           |                           |
| Carnival of Souls (1962)                      | Herk Harvey               | Estats Units              |
| The Sword and the Sorcerer (1982)             | Albert Pyun               | Estats Units              |
| La tumba de la isla maldita (1973)            | Juli Salvador, Ray Danton | Espanya, Estats Units     |
| Dick Dynamite: 1944 (2023)                    | Robbie Davidson           | Estats Units              |
| Kung Fu Magic (1986)                          | Lee Tso-Nam               | Taiwan                    |
| La Corta notte delle bambole di vetro (1971)  | Aldo Lado                 | Itàlia                    |
| The Lords of Magick (1989)                    | David Marsh               | Estats Units              |
| Luca il contrabbandiere (1980)                | Lucio Fulci               | Itàlia                    |
| L'ultimo cacciatore (1980)                    | Antonio Margheriti        | Itàlia                    |
| Santo contra los secuestradores (1972)        | Federico Curiel           | Mèxic                     |
| Terror Circus (1973)                          | Alan Rudolph              | Estats Units              |
| I Quattro dell'apocalisse (1975)              | Lucio Fulci               | Itàlia                    |
| The Stand (1994)                              | Mick Garris               | Estats Units              |
| Thrilling Bloody Sword (1981) 神劍動山河      | Chang Hsing-Yi            | Taiwan                    |
| The Undead (1957)                             | Roger Corman              | Estats Units              |
| Enigma rosso (1978)                           | Alberto Negrin            | Itàlia, Espanya, Alemanya |
| Zombie 5 Killing Birds (1988)                 | Claudio Lattanzi          | Itàlia                    |
| Cosa avete fatto a Solange? (1972)            | Massimo Dallamano         | Itàlia, Alemanya          |
| Chi l'ha vista morire? (1972)                 | Aldo Lado                 | Itàlia, Alemanya          |

### Sitges Classics
Les següents pel·lícules van ser seleccionades per ser projectades dins de la secció Sitges Classics:
| Títol                                  | Director(s)         | País de producció                |
| -------------------------------------- | ------------------- | -------------------------------- |
| Malson a Elm Street (1984)             | Wes Craven          | Estats Units                     |
| Alien 2 - Sulla Terra (1980)           | Ciro Ippolito       | Itàlia                           |
| Chi sei? (1974)                        | Ovidio G. Assonitis | Itàlia, Estats Units             |
| Children of the Corn                   | Fritz Kiersch       | Estats Units                     |
| Count Dracula (1970)                   | Jesús Franco        | Alemanya, Espanya                |
| Dr. Jekyll y el Hombre Lobo (1971)     | León Klimovsky      | Espanya                          |
| Drácula contra Frankenstein (1972)     | Jesús Franco        | Espanya, Portugal, Liechtenstein |
| Godzilla (1954) ゴジラ                 | Ishirō Honda        | Japó                             |
| El terror truca a la porta (1986)      | Fred Dekker         | Estats Units                     |
| Revolver (1973)                        | Sergio Sollima      | Itàlia, Alemanya, França         |
| The Birthday (2004)                    | Eugenio Mira        | Espanya                          |
| La saga de los Drácula (1973)          | León Klimovsky      | Espanya                          |
| El extraño amor de los vampiros (1975) | León Klimovsky      | Espanya                          |
| La matança de Texas (1974)             | Tobe Hooper         | Estats Units                     |
| Último deseo (1976)                    | León Klimovsky      | Espanya                          |
| Seven Chances                          |                     |                                  |
| Malpertuis (1971)                      | Harry Kümel         | Bèlgica, França, RFA             |
| Mirror, Mirror (1990)                  | Marina Sargenti     | Estats Units                     |
| Stone (1974)                           | Sandy Harbutt       | Austràlia                        |
| Tajemství hradu v Karpatech (1981)     | Oldřich Lipský      | Txèquia                          |
| La passion selon Béatrice (2024)       | Fabrice Du Welz     | França, Bèlgica                  |
| Il nido del ragno (1988)               | Gianfranco Giagni   | Itàlia                           |
| Vampyros Lesbos (1971)                 | Jesús Franco        | Espanya, RFA                     |

### Sitges Family
Les següents pel·lícules van ser seleccionades per ser projectades dins de la secció Família de Sitges, dedicada a l'alfabetització cinematogràfica per a joves:
| Títol                                                                                 | Director(s)                                                   | País de producció                              |
| ------------------------------------------------------------------------------------- | ------------------------------------------------------------- | ---------------------------------------------- |
| Sitges Family – Kids                                                                  |                                                               |                                                |
| A Guest from Elsewhere                                                                | Ethan Anderson                                                | Estats Units                                   |
| Abá e Sua Banda                                                                       | Humberto Avelar                                               | Brasil                                         |
| Bird Drone                                                                            | Radheya Jegatheva                                             | Austràlia                                      |
| Bottle George                                                                         | Daisuke "Dice" Tsutsumi                                       | Japó                                           |
| Bufet Paradís                                                                         | Héctor Zafra, Santi Amézqueta                                 | Espanya, França                                |
| Candy Puppet                                                                          | Angela Lorena Statnik                                         | Estats Units, Colòmbia, Mèxic, Argentina       |
| Capitán Avispa                                                                        | Jean Gabriel Guerra, Jonnathan Melendez                       | República Dominicana                           |
| Cuadrilátero                                                                          | Daniel Rodríguez Risco                                        | Perú                                           |
| Cuando llegue la inundación                                                           | Antonio Lomas                                                 | Espanya                                        |
| Dagon                                                                                 | Paolo Gaudio                                                  | Itàlia                                         |
| El Atrapasueños                                                                       | Guillermo Patrikios Alum                                      | Espanya                                        |
| El Castell a través del Mirall かがみの孤城                                           | Keiichi Hara                                                  | Japó                                           |
| Fagnes 1986                                                                           | Nicolas Monfort                                               | Bèlgica                                        |
| Fan                                                                                   | Erik Lee                                                      | Taiwan                                         |
| Flocky                                                                                | Esther Casas Roura                                            | Espanya, Estats Units                          |
| Freelance                                                                             | Luciano A. Muñoz Sessarego, Magnus Igland Møller, Peter Smith | Dinamarca, Xile                                |
| Gaomei Fantasy                                                                        | Wen Chin Juo                                                  | Taiwan                                         |
| Garu & Ponki                                                                          | Cristhian Jallier                                             | Colòmbia                                       |
| Gizaki                                                                                | Xanti Rodríguez                                               | Espanya                                        |
| Green Night                                                                           | Han Shuai                                                     | Hong Kong                                      |
| Hammertime                                                                            | Jan Mocka                                                     | Alemanya                                       |
| Haru-tsuge Fish and Fu-rai Boy                                                        | Takeshi Yashiro                                               | Japó                                           |
| Idiot Girls and School Ghost: School Anniversary 아메바 소녀들과 학교괴담: 개교기념일 | Kim Min-ha                                                    | Corea del Sud                                  |
| Iris de Cristal                                                                       | Diego Gaviria                                                 | Colòmbia                                       |
| John Vardar vs the Galaxy                                                             | Goce Cvetanovski                                              | Macedònia del Nord, Hongria, Bulgària, Croàcia |
| Kit & Spoon and the Wayward Moon                                                      | Olivia Moe                                                    | Estats Units                                   |
| La Gran Cita de Conej                                                                 | Pablo Río                                                     | Espanya                                        |
| Las Aventuras del Pequeño Colón                                                       | Rodrigo Gava                                                  | Brasil                                         |
| Malas Hierbas                                                                         | Daniel Tornero                                                | Espanya                                        |
| Mû                                                                                    | Malin Neumann                                                 | Alemanya                                       |
| Neon Vowels                                                                           | Sergio Caballero                                              | Estats Units                                   |
| Pasos para Volar                                                                      | Rosario Carlino, Nicolás Conte                                | Argentina, França                              |
| Pigsy                                                                                 | Li Wei Chiu                                                   | Taiwan                                         |
| Sincopat                                                                              | Pol Diggler                                                   | Espanya                                        |
| Superklaus                                                                            | Steve Majaury, Andrea Sebastiá                                | Espanya, Canadà                                |
| The Human Fossil                                                                      | Rebecca Huang                                                 | Estats Units, Canadà                           |
| La Sirène                                                                             | Sepideh Farsi                                                 | França, Alemanya, Luxemburg, Bèlgica           |
| The Worlds Divide                                                                     | Denver Jackson                                                | Canadà                                         |
| Un placer                                                                             | Sonia Estévez                                                 | Espanya                                        |
| Sitges Family – Kids en Acció                                                         |                                                               |                                                |
| Animalia                                                                              | Sofia Alaoui                                                  | França, Marroc, Qatar                          |
| Saleem                                                                                | Cynthia Madanat Sharaiha                                      | Jordània                                       |
| Croma Kid                                                                             | Pablo Chea                                                    | República Dominicana                           |
| Sitges Family – Teens                                                                 |                                                               |                                                |
| Isla Monstro                                                                          | Steven Shea                                                   | Estats Units                                   |
| LAVA 2 (El Nuevo Show del Narciso)                                                    | Ayar Blasco                                                   | Argentina                                      |

### Retrospectiva
Les següents pel·lícules van ser seleccionades per ser projectades com a part de la secció Retrospectiva, destinada a celebrar la pel·lícula de terror de Tod Browning de 1932 Freaks:
| Títol original                                                                         | Director(s)          | País de producció |
| -------------------------------------------------------------------------------------- | -------------------- | ----------------- |
| Freaks (1932)                                                                          | Tod Browning         | Estats Units      |
| House of 1000 Corpses (2003)                                                           | Rob Zombie           | Estats Units      |
| The Funhouse (1981)                                                                    | Tobe Hooper          | Estats Units      |
| The Incredibly Strange Creatures Who Stopped Living and Became Mixed-Up Zombies (1964) | Ray Dennis Steckler  | Estats Units      |
| Balada triste de trompeta (2010)                                                       | Álex de la Iglesia   | Espanya           |
| Ansiktet (1958)                                                                        | Ingmar Bergman       | Suècia            |
| The Unknown (1927)                                                                     | Tod Browning         | Estats Units      |
| Santa sangre (1989)                                                                    | Alejandro Jodorowsky | Mèxic, Itàlia     |

## Premis
A la 57a edició es van lliurar els següents premis:

### Secció oficial
- Premi a la millor pel·lícula: El bany del diable de Veronika Franz i Severin Fiala
- Premi especial del jurat: Exhuma de Jang Jae-hyun
- Premi a la millor direcció: Soi Cheang per Twilight of the Warriors: Walled In
- Premi a la millor actriu: Kristine Froseth per Desert Road
- Premi al millor actor: John Lithgow & Geoffrey Rush per The Rule of Jenny Pen
- Premi al millor guió: Aaron Schimberg per A Different Man
- Premi als millors efectes especials: Digital District & Machina Infinitum per Else
- Premi a la banda sonora: Die Hewen per Fréwaka
- Premi a la millor fotografia: Giovanni Ribisi per Strange Darling

### Noves Visions
- Millor pel·lícula: A Desert de Joshua Erkman
- Millor direcció: Grazia Tricarico per Body Odyssey
- Millor curtmetratge: Say Wuff! per Fabian Podeszwa

### Méliès d'Argent
- Premi Méliès d'Argent a la millor pel·lícula de gènere fantàstic: Animale d'Emma Benestan
- Premi Méliès d'Argent al millor curtmetratge europeu de gènere fantàstic: Meat Puppet d'Eros V

### Anima't
- Millor pel·lícula d'animació: Memoir of a Snail d'Adam Elliot
- Millor curtmetratge d'animació: Free the Chickens de Matúš Vizár

### Òrbita
- Millor llargmetratge: Zero de Jean Luc Herbulot

### Jurat de la crítica
- Premi de la Crítica José Luis Guarner a la millor pel·lícula al SOFC: El bany del diable de Veronika Franz i Severin Fiala
- Premi Citizen Kane al millor director novell: Thibault Emin per Else
- Millor curtmetratge al SOFC: Chew de Félix Dobaire

### Brigadoon
- Premi Brigadoon Paul Naschy al Millor Curtmetratge: Céntrico de Luso Martínez

### SGAE Nova Autoria
- Millor direcció-producció: Blava Terra de Marine Auclair i Daru/n de Benjamin Hindrichs
- Millor guió: Benjamin Hindrichs per Daru/n
- Millor música original: Yuliya Protasova per De-Sastre

### Premi del Públic
- Gran Premi del Públic a la millor pel·lícula al SOFC: Strange Darling de JT Mollner
- Premi Panorama Fantàstic del Públic: Handsome Guys de Nam Dong-hyeop
- Sitges Collection People's Choice Award: Dead Talents Society de John Hsu
- Premi Focus Asia del Públic: Dead Talents Society de John Hsu
- Premi Midnight X-Treme del Públic: Die Alone de Lowell Dean

### Altres premis
- Premi Blood Window a la millor pel·lícula: Mi Bestia de Camila Beltrán

### Premis especials
- Gran Premi Honorífic: Geoffrey Rush
- Premi Màquina del temps: Alexandre Aja, Nick Frost, Mike Flanagan, Corey Feldman, Heather Langenkamp, Ovidio G. Assonitis, Fred Dekker, Giancarlo Esposito
- Premi Nosferatu: Fabio Testi
- Premi Méliès a la Carrera: Christophe Gans
- Premi WomanInFan: Mar Targarona